# Cícero Moraes
Cícero Moraes (13 de noviembre de 1982) es un diseñador 3D brasileño que, a través de programas de código abierto como InVesalius y Blender, se ha convertido en una referencia en el campo de la reconstrucción facial forense en su país.
En septiembre de 2015 Cícero Moraes recibió el título de Miembro Honorario de la Sociedad Peruana de Odontología Legal Forense y Criminalística (SPOLFOC).
Su obra más conocida es la reconstrucción facial de san Antonio de Padua. Para no influir en el resultado, el cráneo del santo le fue entregado al artista brasileño para que lo reconstruyera sin que supiera de quién se trataba. Solamente le dieron tres datos: varón, 36 años y caucásico.
El equipo brasileño liderado por Cicero Moraes ha hecho la reconstrucción de santa María Magdalena, uno de los personajes más controvertidos del catolicismo y que, según la Biblia, fue la primera persona que vio a Jesucristo resucitado. La reconstrucción se realizó a partir del cráneo ubicado en la basílica de Saint-Maximin-la-Sainte-Baume, una ciudad situada al sur de Francia.

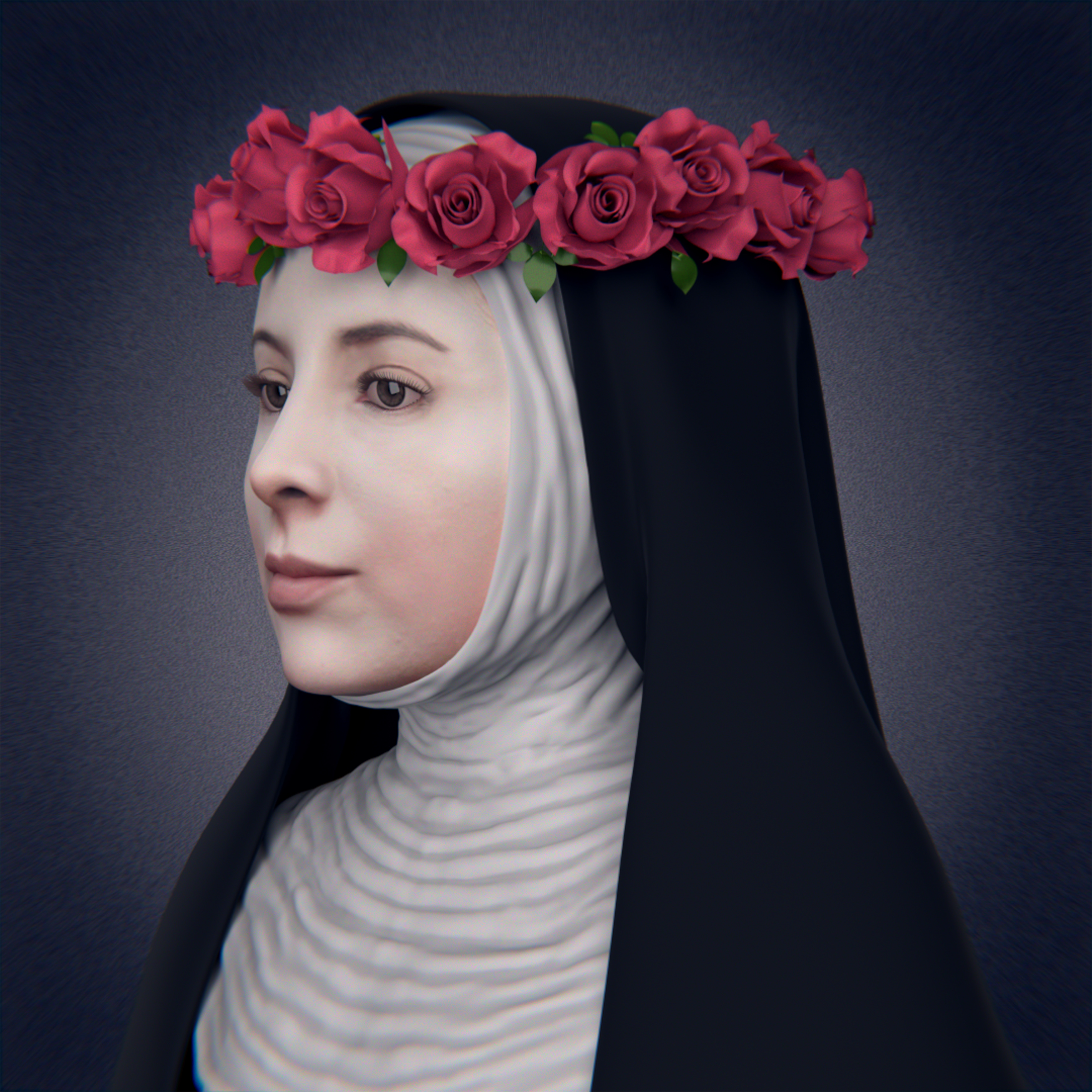
Reconstrucción facial de Santa Rosa de Lima

En Perú, junto al Equipo Brasileño de Antropología Forense y Odontología Legal (Ebrafol), asistió en la reconstrucción de los rostros de los santos limeños  Santa Rosa de Lima y  San Martín de Porres, así como del español  San Juan Macías.
Participó en el equipo que creó una prótesis para TuPaul, un tucán verde que había perdido parte de su pico luego de volar hacia una ventana en la costa de San Pablo, Brasil. Moraes también creó próstesis para un guacamayo y una tortuga.
En noviembre de 2015 anunciaron la desvelación del rostro de la beata Sor Ana de los Ángeles Monteagudo, trabajo realizado por Cícero Moraes. El 10 de enero finalmente se desveló el rostro de la beata en el Monasterio Santa Catalina, Arequipa.
Cicero Moraes es también el responsable del escaneado del cráneo y la reconstitución digital del rostro del Señor de Sipán.
Moraes es miembro de Intertel y Mensa.